# Flettnerův rotor

Princip rotoru

Flettnerův rotor je rotující válec vystavený proudění větru. Využívá Magnusův jev k vytvoření síly kolmé na proudění a může být použit na lodích podobně jako plachta. Je pojmenován po Antonu Flettnerovi, který si jej nechal patentovat jako lodní pohon.
Magnusův jev spočívá v rozdílném tlaku proudícího plynu na protilehlých stranách rotujícího tělesa (v praxi to je patrné např. při tenisu, kde míčku udělená rotace způsobuje zakřivení dráhy letu). Boční vítr, který obtéká rotující Flettnerovy válce, vytváří při správném směru otáčení podtlak na přední straně válce, díky čemuž se loď pohybuje dopředu. Výhodou má být jednoduchost ovládání oproti plachtám, a zároveň využití menších motorů k rotaci válců, než by bylo třeba k samotnému pohonu lodi lodním šroubem.
Flettnerův rotor pro lodě nelze zaměňovat s konstrukcí se dvěma protiběžnými rotory od stejného vynálezce, určenou pro vrtulníky (např. Flettner Fl 282 z roku 1941). 
Byly prováděny také pokusy s letadlem vybaveným Flettnerovým rotorem jako nosnou plochou. Pokusy o využití Flettnerova rotoru pro další aplikace se občas objevují znovu.[zdroj?]

## Historie
Poprvé použil německý vynálezce Anton Flettner tento rotor pro pohon lodi ve dvacátých letech 20. století. V letech 1919–1920 zkonstruoval pokusnou loď Buckau a ta se stala technologickým unikátem. Další uplatnění našla technologie u nákladní lodi Barbara se třemi Flettnerovými rotory různých velikostí. Oproti běžným lodím měla o více než polovinu větší výkon. Přesto se kvůli vyšším nákladům proti lodím poháněným naftovými motory neprosadila. Definitivně se tato plavidla vytratila v roce 1933.

Až v roce 1983 se k myšlence vrátil Jacques-Yves Cousteau s lodí Alcyone a dnes se při snaze minimalizovat použití fosilních paliv hledají alternativní možnosti pohonu lodí, mezi které i technologie Flettnerových rotorů patří. 

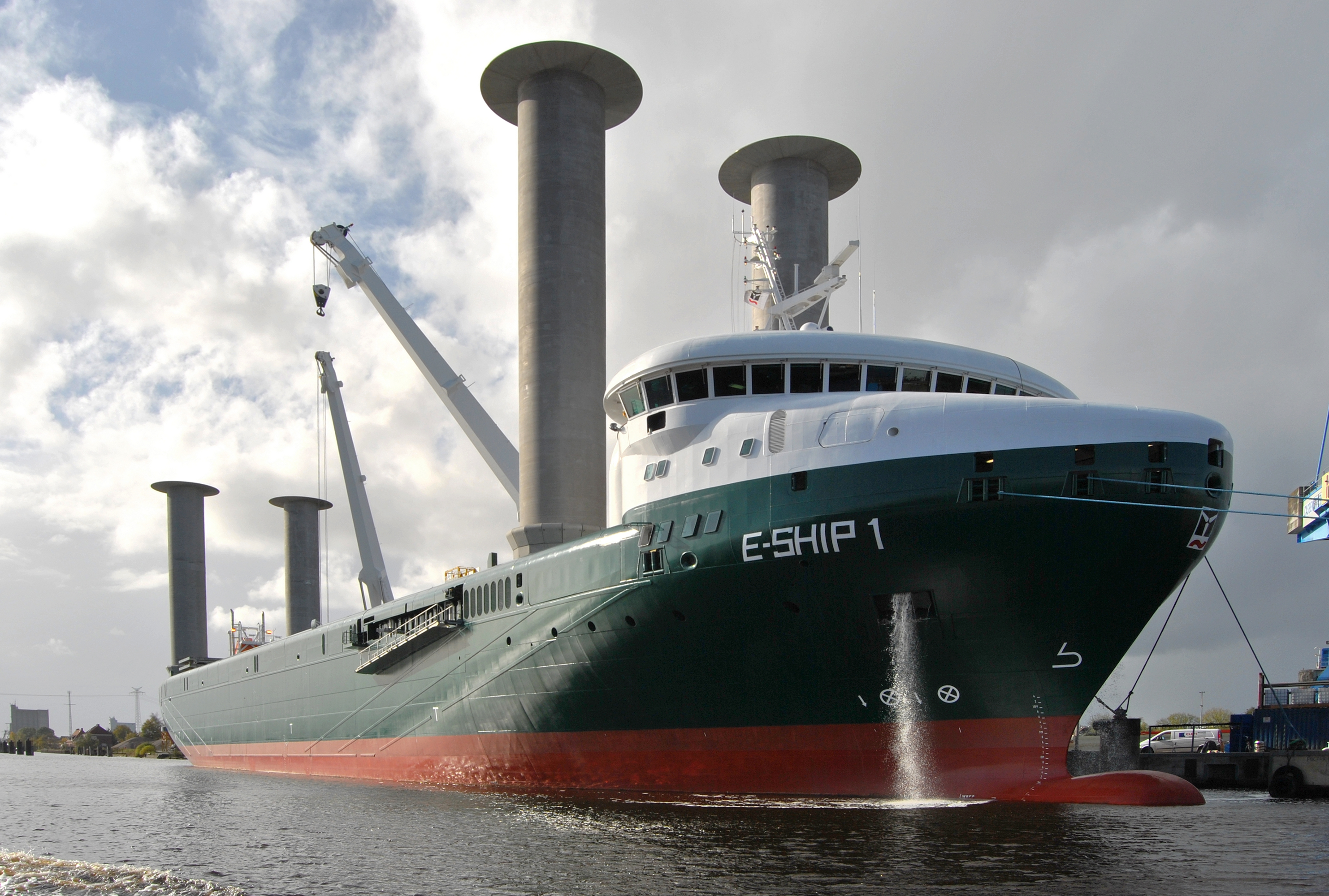
Moderní loď s doplňkovým pohonem s Flettnerovými rotory

V některých zemích, např. v Německu nebo Finsku, se snaží tuto technologii využít ke zvýšení výkonu lodí a tedy redukci používaného paliva (např. německá technologie deklaruje 25% úsporu paliva). Na univerzitě v německém Flensburgu se vyvíjí[kdy?] katamarán s tímto přídavným pohonem.
V pořadu televizní stanice Discovery byla v roce 2008 vyzkoušena metoda, kterou vymysleli Stephen H. Salter a John Latham. Dle jejich teorie by k vyřešení skleníkového efektu přispěla stavba 1500 robotických lodí poháněných Flettnerovými rotory, jež by rozprašovaly do vzduchu mořskou vodu a tím by zvětšily odrazivost mraků. Návrh předpokládal, že budou rotory vyrobeny z uhlíkových vláken a budou se pohybovat oceánem rychlostí šesti uzlů.
Firma Norsepower rotorové plachty instalovala v roce 2014 na malou nákladní loď a v roce 2018 na trajekt mezi Švédskem a Finskem. Lodní společnost Maersk Tankers se v roce 2018 rozhodla otestovat možnost využití energie z větru pro pohon svých nákladních lodí.

## Letadla s Flettnerovými rotory

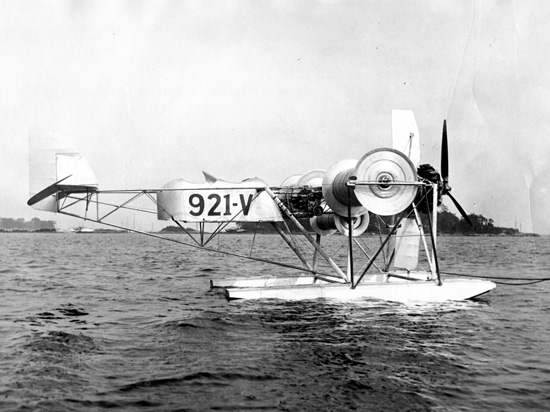
Prototyp hydroplánu

Rotory vytváří sílu kolmou na směr proudícího vzduchu, mohou být tedy použity místo křídel u letadel. Při stejné rychlosti zajišťují dokonce mnohem vyšší zdvih oproti obvyklé konstrukci křídel – technologie tedy umožňuje nižší rychlost. Princip se již ukázal být funkční na modelech s rozpětím křídel přibližně jeden metr. Nicméně, modely rovněž poukázaly na problémy se stáčením vzduchu způsobeným Coriolisovou silou.[zdroj?]
Roku 1930 byl postaven prototyp hydroplánu s rotory místo křídel. Nepodařilo se ale prokázat, že by takové letadlo reálné velikosti vůbec bylo letuschopné.